# Kľak (národní přírodní rezervace)
Kľak je národní přírodní rezervace v katastrálních územích obcí Fačkov v okrese Martin a Vrícko v okrese Žilina v Žilinském kraji na Slovensku. Leží v Malé Fatře na vrcholu stejnojmenné hory Kľak a na jejích západních svazích. Chráněné území bylo vyhlášeno v roce 1966 a jeho rozloha je 85,71 hektaru. Předmětem ochrany je vrcholová část nejjižnějšího výběžku Malé Fatry s cennými skalními a lesními rostlinnými společenstvy.
V smíšených lesích Kľaku dominuje buk (Fagus sylvatica), dále jsou zde zastoupeny jedle (Abies), smrk (Picea), javor klen (Acer pseudoplatanus) a jeřáb (Sorbus). V rezervaci se vyskytuje mnoho chráněných druhů rostlin, jako např. hořec Clusiův (Gentiana clusii), dřípatka karpatská (Soldanella carpatica), kruhatka Matthiolova (Primula matthioli), lilie zlatohlavá (Lilium martagon), vemeník dvoulistý (Platanthera bifolia), jelení jazyk celolistý (Asplenium scolopendrium) aj. V roce 1813 zde sbíral, zkoumal a pozoroval rostliny švédský botanik Göran Wahlenberg. Z dravého ptactva se zde vyskytuje sokol (Falco) a orel skalní (Aquila chrysaetos).